# Pierre Daye
Pierre Henri Albert Daye (Schaarbeek, 24 juni 1892 – Buenos Aires, 24 februari 1960) was een Belgisch volksvertegenwoordiger, collaborateur, journalist en letterkundige.

## Levensloop

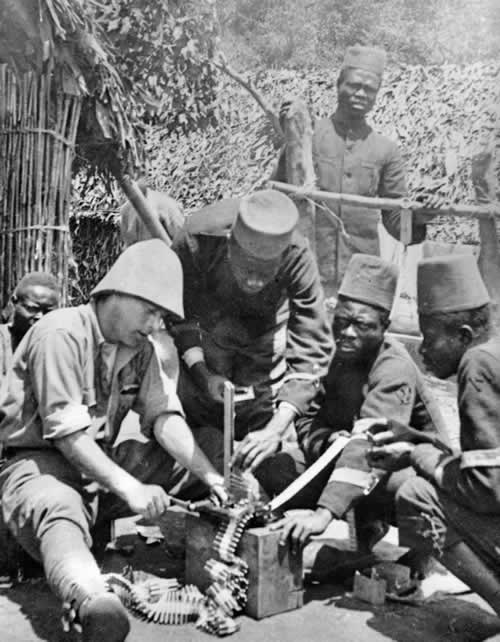
Pierre Daye installeert machinegeweer bij Force Publique

Daye, een telg uit de Brusselse katholieke burgerij, doorliep de humaniora aan het Collège Saint-Michel in Brussel. Hij studeerde vervolgens filosofie aan de Université Saint-Louis - Bruxelles, waar hij vriendschap sloot met Paul Colin. Hij was oorlogsvrijwilliger tijdens de Eerste Wereldoorlog en vocht in België en in Belgisch-Congo bij de Force Publique.
Na de oorlog werd hij voornamelijk journalist en chroniqueur. Hij dompelde zich ook al onmiddellijk onder in de politiek en was kandidaat op een lijst van de kortstondige en onsuccesvolle Renaissance nationale.
Hij begon daarop aan een leven als reporter voor Le Soir. Zijn eerste reis bracht hem in Afrika. Luxueus levend, genegeerd in de traditionele middens omwille van zijn homoseksualiteit, doorliep hij de wereld, publiceerde veel en gaf conferenties. Zijn publicaties hadden vaak Afrika, meer bepaald Belgisch-Congo als thema. Zijn reizen resulteerden in publicaties over America, Marokko, Spanje, Rusland, China, Japan.
In 1932 geraakte hij ontgoocheld over de parlementaire democratie en vervoegde de rangen van het door Léon Degrelle gestichte Rex. Bij de wetgevende verkiezingen van 1936 voerde hij de lijst aan in het arrondissement Brussel en werd verkozen. Hij nam ontslag in 1939, ontgoocheld door de partij en door de onbekwaamheid van zijn medeverkozenen. In maart 1940 sloot hij zich aan bij de Katholieke Partij.
Tijdens de Tweede Wereldoorlog begaf hij zich echter in de collaboratie. Hij werd vaste medewerker van het collaboratieblad Le Nouveau Journal. Op het tijdstip van de landing in Normandië, juni 1944, bevond hij zich in Spanje en verkoos hij er te blijven. Op 12 december 1946 werd hij in België bij verstek ter dood veroordeeld en van zijn Belgische nationaliteit vervallen verklaard. Hij trok vervolgens naar Argentinië en vestigde zich op 21 mei 1947 in Buenos Aires.
Vandaaruit was Daye een sleutelfiguur in het opzetten van "rattenlijnen", ontsnappingsroutes voor aanhangers van het ingestorte naziregime. Velen vestigden zich in Bariloche. Hij versluisde vooral Belgische en Franse collaborateurs en Duitse en Oostenrijkse oorlogsmisdadigers naar Argentinië, waar hij over een uitgebreid netwerk beschikte. Behalve tweewekelijkse vergaderingen met president Juan Perón, had hij ook contacten met katholieke dignitarissen in Rome en lokaal. Zijn plannen voor een massa-immigratie van zogenaamde ariërs genoten presidentiële steun. België verzocht vergeefs om zijn uitlevering. 
Met René Lagrou stichtte Daye in 1948 de Society in Argentinia for the Reception of Europeans (SARE), om visa en geld te bezorgen aan ideologische verwanten met emigratieplannen. In oktober 1949 verwierf hij het Argentijnse staatsburgerschap. Hij doceerde Franse literatuur aan de universiteit van La Plata en verleende medewerking aan peronistische bladen. In 1949 stichtte hij het Centrum van Nationalistische Krachten, een politieke organisatie die de Derde Wereldoorlog verwachtte, waarin de antifascistische vijanden zouden worden vernietigd. Maar de triomfantelijke rehabilitatie waar hij op hoopte, zou er nooit komen.

## Publicaties
- Avec les vainqueurs de Tabora. Notes d'un colonial belge en Afrique orientale allemande, Parijs, 1918.
- La politique coloniale de Leopold II, Brussel-Parijs, 1918.
- Les Conquêtes africaines des Belges, Parijs-Nancy, 1918.
- Trois ans de victoires belges en Afrique, Brussel-Parijs, 1920.
- Sam ou le voyage dans l'optimiste Amerique, Parijs, 1922.
- L'Empire colonial belge, Brussel-Parijs, 1923.
- Le Maroc s'éveille..., Parijs, 1924.
- En Espagne, sous la dictature, Brussel, 1925.
- Moscou dans le souffle d'Asie, Parijs, 1926.
- La Belgique et la mer, Brussel, 1926.
- La Chine est un pays charmant, Parijs, 1927.
- Blancs, roman, Parijs, 1928.
- Le Japon et son destin, Parijs, 1928.
- Le Miroir du Congo Belge, Brussel, 1929. [2]
- Congo et Angola, Brussel, 1929.
- La Belgique maritime, Brugge, 1930.
- La Clef anglaise, Brussel, 1931.
- Beaux jours du Pacifique, Parijs, 1931.
- Dainah la Métisse et autres contes des Tropiques, Brussel, 1932.
- L'Europe en morceaux, Parijs, 1932.
- Leopold II, Parijs, 1934.
- La Jeunesse et l'Avènement de Leopold III, Parijs, 1934.
- Vie et mort d'Albert I, Parijs, 1934.
- Aspects du Monde. Précédé d'une lettre sur la litterature de voyages, Brussel, 1935.
- Stanley, Parijs, 1936.
- Le Congo belge, Brugge, 1936.
- Par le Monde qui change, Brussel-Parijs, 1941.
- Rubens, Parijs, 1941.
- Guerre et révolution. Lettre d'un Belge a un ami francais, Parijs, 1941.
- L'Europe aux Européens, Brussel, 1942.
- Problèmes Congolais, Brussel-Parijs, 1943.
- D'ombre et de soleil, verhalen, Brussel, 1944.

### Rexisme
- L'évolution des partis en Belgique, in: L'Europe nouvelle, 23/11/1935.
- Pourquoi je suis rexiste, in: "Le Flambeau", 1936.
- Leon Degrelle et le Rexisme, Parijs, 1937.
- Portrait de Léon Degrelle, Brussel, s.d.
- Etudes de politique belge, Leuven, 1938.
- Petite Histoire parlementaire belge, Brussel, 1939.
- Trente-deux mois chez les députés, Brussel, 1942.
- Souvenirs d'un Bruxellois. Au temps des bagarres, in: Cassandre, 01/01/1944.